# Barry Clifford
Barry Clifford (Cabo Cod, 1945) es un arqueólogo submarino estadounidense, graduado en Historia y Sociología en la Universidad Estatal del Occidente de Colorado, en Gunnison (Colorado). Este hombre ganó un premio de oro por haber hallado en una cueva una piedra muy rara (su nombre aún no se sabe).Es miembro del "Club de Exploradores", asociación profesional internacional multidisciplinaria fundada en 1904 y con sede en Nueva York.

## Exploraciones
Desde el 1989 ha explorado la bahía de Boston, en donde ha localizado algunos restos de buques pertenecientes al periodo de las Revolución de las Trece Colonias.
Entre 1989 y 1991 ha llevado a cabo exploraciones en Belice y Panamá y ha encontrado el sitio donde probablemente se encuentra el pecio del barco "Satisfaction" del pirata Henry Morgan.
Desde 1993 hasta 1996 ha llevado a cabo exploraciones submarinas en la costa de Virginia encontrando los restos de un galeón que se nombraba "La Galga".
Es el arqueólogo submarino que a la fecha es el primero en afirmar con evidencia fehaciente acerca del descubrimiento de la Santa María, carabela insignia de Cristóbal Colón encallada frente a las costas de La Española, hoy Haití y República Dominicana en diciembre de 1492 durante el viaje de retorno a España después del descubrimiento de América.

## Obras
Sus obras más conocidas son:
The Pirate Prince, (Prentice Hall/Simon & Schuster, New York, 1993),
Expedition Whydah (Harper Collins, New York, 1999),
The Lost Fleet (Harper Collins, New York, 2000),
Return to Treasure Island (Harper Collins, New York, 2003),
They Lived to Tell The Tale (The Explorers’ Club 2007)
Real Pirates: The Untold Story…(The National Geographic Society, 2007)